# Eriocaulon nanellum
Eriocaulon nanellum är en gräsväxtart som beskrevs av Jisaburo Ohwi. Eriocaulon nanellum ingår i släktet Eriocaulon och familjen Eriocaulaceae.

## Underarter
Arten delas in i följande underarter:
- E. n. albescens
- E. n. filamentosum
- E. n. nanellum
- E. n. nosoriense